# Vaipae-Tautu
Inscrits : 471 (2006)
Vaipae-Tautu est l'une des trois circonscriptions électorales de l'île d'Aitutaki (îles Cook). Elle est constituée de 5 tapere et de 13  motu (îlots coralliens) :
- Le tapere d'Avanui qui fait partie du district homonyme
- Le tapere d'Oako qui fait partie du district de Vaipae
- Le tapere de Vaipae  qui fait partie du district homonyme
- Le tapere de Mataotane qui fait partie du district de Tautu
- Le tapere de Tautu qui fait partie du district homonyme
- Les 13 motu suivants : Angarei ; Niura ; Mangere ; Papau ; Tavairuaiti ; Tavairuanui ; Akaiami ; Muritapua ; Rapota ; Moturakau ; Tekopua ; Tapuaetai ; Motukitiu.

Cette circonscription fut créée en 1981 par l'amendement constitutionnel no 9. Jusqu'alors les 3 sièges d'Amuri-Ureia, Arutanga-Reureu-Nikaupara et Vaipae-Tautu étaient regroupés dans la circonscription d'Aitutaki.

## Élections de 2004
Après 1999, Kete Ioane remportait pour ces élections sa deuxième victoire consécutive sur son adversaire du Cook Islands Party Tiraa Arere.
| Tiraa Arere (CIP) | 55,9 % |
| Kete Ioane (DP)   | 44,1 % |

## Élections de 2006
Nouvelle victoire de Kete Ioane. Son adversaire George Pitt (CIP) propriétaire de média locaux (Cook Islands TV, Cook Islands Herald) déposa une pétition électorale qui finalement fut classée sans suite.
| George Pitt (CIP)  | 42,8 % |
| Kete Ioane (DP)    | 53,4 % |
| Ngariki Bob (Ind.) | 3,8 %  |